# جان‌سخت ۴
جان‌سخت ۴ (به انگلیسی: Die Hard 4) که در آمریکای شمالی با نام یا آزادانه زندگی کن یا سخت بمیر (به انگلیسی: Live Free or Die Hard) شناخته می‌شود، نام فیلمی سینمایی در ژانر اکشن و محصول سال ۲۰۰۷ و چهارمین قسمت از مجموعه فیلم‌های جان‌سخت است. کارگردانی این فیلم را لن وایزمن بر عهده داشته و بروس ویلیس در نقش شخصیت اصلی فیلم یعنی جان مک‌کلین ظاهر شده‌است. نام این فیلم از شعار ایالت نیوهمپشر که «یا آزادانه زندگی کن یا بمیر» می‌باشد، گرفته شده‌است. داستان آن دربارهٔ نبرد جان مک‌کلین با یک گروه تروریست مجازی می‌باشد که می‌خواهند سیستم کامپیوتری کشور را هک کنند و اطلاعات آن را به سرقت ببرند. داستان این فیلم، بر اساس مقاله‌ای به نام «وداع با اسلحه» نوشتهٔ جان کارلین می‌باشد. این فیلم در ۲۷ ژوئن ۲۰۰۷ در آمریکای شمالی اکران شد.
تولید این فیلم ابتدا به علت حملات ۱۱ سپتامبر به تعویق افتاد، اما نهایتاً ساخت آن در سال ۲۰۰۶ آغاز گردید. با وجود این‌که ویلیس و وایزمن می‌خواستند تا تصویرسازی رایانه‌ای در این فیلم محدود باشد، ولی در آن از جلوه‌های ویژهٔ گوناگونی برای صحنه‌های درگیری و اکشن استفاده شده‌است. در طول فیلمبرداری، ویلیس و بدلکارش، چندین بار زخمی شدند. سکانس‌هایی از این فیلم به علت خشونت و ناسزاگویی در نسخه‌ای که در سینماها اکران شد، حذف شده بود. این صحنه‌های حذف شده در نسخهٔ خانگی آن، منتشر شد.
وبگاه راتن تومیتوس این فیلم را ۸۲٪ برگزیده دانسته و متاکریتیک نیز از ۱۰۰ نمره، به این فیلم نمرهٔ ۶۹ داده‌است. این فیلم به صورت جهانی ۳۸۳٫۵ میلیون دلار در گیشه فروش داشته‌است. آلبوم موسیقی متن فیلم، در همان هفتهٔ انتشار فیلم، به بازار آمد.

## داستان
عده‌ای از هکرهای کامپیوتری، برنامه‌هایی را که از آن‌ها درخواست شده بود را می‌نویسند و آن‌ها را برای مای لین (مگی کیو) می‌فرستند و در قبال آن پول دریافت می‌کنند. اما بعد از این کار، توسط مواد منفجره‌ای که در کامپیوترهایشان جاسازی شده‌است، کشته می‌شوند. مای لین از این برنامه‌ها برای نفوذ به دفتر مرکزی اف‌بی‌آی استفاده می‌کند و سامانه‌های آن‌ها را برای مدتی از کار می‌اندازد. برای پیدا کردن شخصی که این نفوذ را انجام داده‌است، اف‌بی‌آی تصمیم می‌گیرد تا فهرستی از معروف‌ترین هکرهای کشور تهیه کند و به سراغ آن‌ها برود. جان مک‌کلین (بروس ویلیس) که بازرس پلیس شهر نیویورک می‌باشد، مأموریت می‌گیرد تا هکری به نام مت فارل (جاستین لانگ) را دستگیر کند. حضور مک‌کلاین در خانهٔ فارل، از انفجار بمب کارگذاشته شده در خانهٔ او جلوگیری می‌کند. سپس تروریست‌ها تصمیم می‌گیرند تا با اسلحه فارل را به قتل برسانند. مک‌کلاین جان فارل را نجات می‌دهد و او را به دفتر مرکزی اف‌بی‌آی در واشینگتن دی‌سی می‌برد. روز بعد رئیسِ مای لین، توماس گابریل (تیموتی اولیفانت) به افرادش دستور می‌دهد که حمله را شروع کنند. اولین کار آن‌ها، خرابکاری در چراغ‌های ترافیکی و بورس می‌باشد.
در بازجویی فارل می‌گوید که حدس او این است که تروریست‌ها در حال انجام حملهٔ سه‌جانبه هستند. حمله‌ای که با استفاده از نقاط آسیب‌پذیر کشور شکل می‌گیرد و مهاجم تمام زیرساخت‌های کامپیوتری کشور را به دست می‌گیرد. میگل بومن (کلیف کرتیس)، فرمانده اف‌بی‌آی، از این گمان او خوشش نمی‌آید. مک‌کلاین و فارل به یک ساختمان امن فرستاده می‌شوند، اما در راه، افراد گابریل با یک بالگرد به دنبال آن‌ها می‌روند. مک‌کلاین موفق می‌شود که بالگرد را از بین ببرد و فارل نیز زنده می‌ماند، ولی همهٔ مأمورین اف‌بی‌آی در این حمله کشته می‌شوند.
در همین حال که مک‌کلاین و فارل در حال بازگشت هستند، افراد گابریل شبکه‌های تلویزیونی را هک می‌کنند و تصویر ساختمان کاپیتول در همهٔ شبکه‌ها نشان داده می‌شود. در زیر صفحه نوشته‌هایی نشان داده می‌شود و سپس ساختمان کاپیتول منفجر می‌شود. مک‌کلاین سریع به خیابان می‌رود و ساختمان کاپیتول را از دور می‌بیند و می‌فهمد که این یک ویدئوی ساختگی بوده و برای وحشت‌زده کردن مردم، پخش شده‌است.

مای لین (مگی کیو) و مت فارل (جاستین لانگ)

فارل حدس می‌زند که هدف بعدی آن‌ها نیروگاه‌های برق خواهد بود. او معتقد است که آن‌ها از نیروگاه ویرجینیای غربی شروع خواهند کرد، زیرا از آن می‌توانند برق بسیاری از مناطق را قطع کنند و چون خاموشی از راه دور ممکن نیست، افراد گابریل باید در آن‌جا حضور داشته باشند تا بتوانند نیروگاه را از کار بیندازند. مک‌کلاین و فارل با هم به نیروگاه ویرجینیای غربی می‌روند و آن‌جا مای لین و افرادش را پیدا می‌کنند. مک‌کلاین با آن‌ها درگیر می‌شود و آن‌ها را می‌کشد. سپس، وقتی گابریل می‌خواهد با مای ارتباط برقرار کند، مک‌کلاین را در آن‌جا می‌بیند. مک‌کلاین هم با دادن خبر مرگ دوست‌دخترش به او طعنه می‌زند. بعد از این گابریل تمام گازهای طبیعی را به سمت نیروگاه هدایت می‌کند، اما مک‌کلاین و فارل قبل از انفجار نیروگاه موفق به فرار می‌شوند. فارل پیشنهاد می‌دهد که از دوستش فردریک (کوین اسمیت) کمک بگیرند.
فردریک جای گابریل را پیدا می‌کند و آن‌ها می‌فهمند که او در یک ساختمان محرمانه‌است که ظاهراً یک اداره تأمین اجتماعی‌است، اما در واقع پایگاهی مخفی برای ثبت اطلاعات و اسناد کل کشور است. فردریک در مورد پیشینهٔ گابریل به مک‌کلاین و فارل توضیح می‌دهد که گابریل در آژانس امنیت ملی ایالات متحده آمریکا کار می‌کرده و به مسئولین هشدار داده که سیستم اطلاعاتی کشور قابل نفوذ است و باید دوباره برنامه‌نویسی شود، اما مسئولین گوش نمی‌کنند. برای همین گابریل یک بار سیستم را هک می‌کند تا به آن‌ها نشان دهد که سیستم قابل نفوذ است، اما دولت او را اخراج می‌کند و شهرت او لکه‌دار می‌شود. به همین علت گابریل تصمیم گرفته تا این حمله را انجام دهد.

توماس گابریل (تیموتی اولیفانت) و لوسی مک‌کلاین (مری الیزابت وینستد)

گابریل متوجه نفوذ فردریک به سیستمش می‌شود و با مک‌کلاین ارتباط برقرار می‌کند و به او می‌گوید که دخترش لوسی (مری الیزابت وینستد) را گروگان گرفته‌است.
بعد از این مک‌کلاین و فارل به سمت مقر گابریل حرکت می‌کنند. در حالی که مک‌کلاین در حال از بین بردن افراد گابریل است، فارل جلوی این عملیات مجازی را می‌گیرد، اما توسط افراد گابریل دستگیر می‌شود. گابریل و افرادش به همراه لوسی و فارل محل را ترک می‌کنند. مک‌کلاین هم به دنبال آن‌ها می‌رود. در همین زمان دولت تصمیم می‌گیرد تا با یک جنگنده اف-۳۵ لایتنینگ ۲ تروریست‌ها را از بین ببرد. گابریل موفق می‌شود با خلبان ارتباط برقرار کند و خودش را جای برج مراقبت جا بزند. او اطلاعاتی غلط به او می‌دهد که نشان می‌دهد ماشینی که مک‌کلاین در آن است، ماشین تروریست‌ها است. برای همین این جنگنده به ماشین مک‌کلاین حمله می‌کند، ولی مک‌کلاین می‌گریزد و جنگنده نیز نابود می‌شود. البته خلبان آن نجات پیدا می‌کند.
مک‌کلاین، گابریل و افرادش را درانباری پیدا می‌کند. گابریل او را می‌گیرد و اسلحه‌اش را روی سینه‌اش می‌گذارد. در همین زمان مک‌کلاین اسلحه را بالاتر می‌آورد و به شانهٔ خود شلیک می‌کند. تیر از بدن او عبور می‌کند و به سینهٔ گابریل برخورد می‌کند و او را می‌کشد.
در پایان، مشخص می‌شود که فارل و لوسی به یک‌دیگر علاقه‌مند شده‌اند.

## بازیگران و شخصیت‌ها
- بروس ویلیس در نقش بازرس جان مک‌کلین. مک‌کلاین بازرس پلیس شهر نیویورک است. همسرش از او جدا شده و دخترش نیز نمی‌خواهد با او صحبت کند. وقتی که او مأموریت می‌گیرد تا مت فارل را دستگیر کند، ناخواسته وارد ماجرای تروریستی می‌شود و دخترش نیز توسط تروریست‌ها دزدیده می‌شود که همین جریانات باعث می‌شود تا رابطه او و دخترش بهبود یابد.[۶]
- جاستین لانگ در نقش متیو «مت» فارل. او هکری‌است که به صورت غیرقانونی کار می‌کند و در ابتدای فیلم برای گروه تروریستی برنامه‌ای می‌نویسد و در ازایش پول دریافت می‌کند. در ادامه با اختلال در سیستم رایانه‌ای اف‌بی‌آی، به او مشکوک می‌شوند و مک‌کلاین به خانهٔ او می‌رود تا او را دستگیر کند و درست موقعی می‌رسد که تروریست‌ها می‌خواهند فارل را بکشند.[۷]
- تیموتی اولیفانت در نقش توماس گابریل. او قبلاً در ان‌اس‌ای کار می‌کرده و به مسئولین هشدار می‌دهد که سیستم کامپیوتری کشور قابل نفوذ است، سپس برای این‌که حرف خود را ثابت کند، با یک لپ‌تاپ، کامپیوترهای ان‌اس‌ای را هک می‌کند. اما رؤسای این آژانس او را اخراج می‌کنند و شهرتش را لکه‌دار می‌کنند. در طول این فیلم او سعی دارد تا (برای انتقام‌جویی) سیستم کامپیوتری کشور را نابود کند و اطلاعات آن را بدزدد و با پول‌هایی که می‌دزدد از کشور فرار کند.[۷][۸]
- مری الیزابت وینستد در نقش لوسی مک‌کلاین، دختر جان مک‌کلاین. در ابتدای فیلم او رابطهٔ خوبی با پدرش ندارد و حتی از نام خانوادگی مادرش استفاده می‌کند. با شروع حملهٔ مجازی و درگیر شدن مک‌کلاین در ماجرا، گابریل لوسی را گروگان می‌گیرد و مک‌کلاین برای نجات او تلاش می‌کند که نهایتاً منجر به بهبود رابطه او و پدرش می‌شود.[۷]

در فیلم جان‌سخت ۳ به این شخصیت اشاره می‌شود و دربازی ویدئویی جان‌سخت: انتقام‌جو نیز حضور دارد، شایعه شده بود که رومر ویلیس دختر بروس ویلیس کاندیدای اصلی بازی در این نقش بوده‌است. جسیکا سیمپسون بریتنی اسپیرز و تیلور فرای دیگر بازیگرانی هستند که برای این نقش در نظر گرفته شده بودند. فرای در جان سخت ۱ در نقش لوسی مک‌کلاین ظاهر شده بود.
- مگی کیو در نقش مای لین. یک آسیایی‌تبار که فرمانده ارشد حملهٔ مجازی گابریل می‌باشد. او یک مبارز ماهر است و دوست‌دختر گابریل نیز می‌باشد.[۷]
- کلیف کرتیس در نقش میگل بومن، فرمانده اف‌بی‌آی[۷]
- کوین اسمیت در نقش فردریک وارلوک، هکری که دوست فارل نیز می‌باشد.[۷]
- جاناتان سادوفسکی در نقش تِرِی، هکر اصلی گابریل[۱۴]

## تولید

### فیلم‌نامه و عنوان فیلم
فیلم‌نامهٔ این فیلم ابتدا بر اساس فیلم‌نامه‌ای به نام WW3.com و با استفاده از مقاله‌ای به نام «وداع با اسلحه»، توسط دیوید مارکونی که نویسندهٔ فیلم دشمن کشور نیز می‌باشد، نوشته شد. او این فیلم‌نامه را دربارهٔ یک حملهٔ مجازی بزرگ به ایالات متحده نوشت. این حمله که حمله سه‌جانبه نام دارد، شامل سه قسمت می‌باشد: حمله به سیستم حمل و نقل کشور، سیستم ارتباطی و مالی و تمامی زیرساخت‌های اطلاعاتی مهم کشور. بعد از حملات ۱۱ سپتامبر، پروژهٔ ساخت این فیلم متوقف شد. چند سال بعد، این فیلم‌نامه ابتدا توسط داگ ریچاردسون و نهایتاً به وسیلهٔ مارک بامبک با نام یا آزاد زندگی کن یا سخت بمیر بازنویسی شد.
ویلیس در سال ۲۰۰۵ اعلام کرد که نام فیلم جان‌سخت ۴ خواهد بود و موضوعش در مورد تروریسم مجازی می‌باشد. IGN بعداً اعلام کرد که نام فیلم جان‌سخت: بازیابی خواهد بود. بعد از آن فاکس قرن بیستم اعلام کرد که نام فیلم یا آزاد زندگی کن یا سخت بمیر خواهد بود و در ۲۹ ژوئن ۲۰۰۷ نیز منتشر می‌شود. نام این فیلم از شعار ایالت نیو همپشر که از گفتاوردهای جان استارک می‌باشد، اقتباس شده‌است. این فیلم در خارج از آمریکای شمالی، با نام جان‌سخت ۴ منتشر شد.

### جلوه‌های ویژه
برای خلق جلوه‌های بصری فیلم، بروس ویلیس و لن وایزمن اعلام کردند که آن‌ها به مقداری محدودی در فیلم از تکنولوژی تصویرسازی رایانه‌ای استفاده خواهند کرد. یکی از دست‌اندرکاران جلوه‌های بصری این فیلم می‌گوید:
چون ما فیلم‌های بزرگی هم‌چون تغییرشکل‌دهندگان را که کاملاً از این تکنولوژی استفاده کرده‌اند، دیده بودیم، لن اصرار داشت تا سکانس‌های اکشن فیلم جان‌سخت با استفاده کمتر از تصویرسازی رایانه‌ای واقعی‌تر به نظر بیاید.

صحنهٔ برخورد ماشین و بالگرد

کمپانی‌هایی هم‌چون دیجیتال دیمانسیون، اورفنج، ریوت، پیکسل مجیک، و املگیمتد پیکسلز جلوه‌های ویژهٔ این فیلم را ساخته‌اند.
شرکت دیجیتال دیمانسیون روی بیش از ۲۰۰ جلوهٔ ویژه کار کرد. به‌طور مثال برای صحنه‌ای که مک‌کلاین و فارل بین دو ماشین گیر کرده‌اند و یک ماشین دیگر روی آن‌ها پرتاب می‌شود، آن‌ها ابتدا با کابل ماشینی را روی دو ماشین دیگر انداختند و سپس در صحنه‌ای دیگر بازیگران نقش بازی کردند و از ترکیب این دو، صحنهٔ اصلی فیلم به دست آمد. برای صحنه‌ای که مک‌کلاین ماشین را به سمت بالگرد پرتاب می‌کند، آن‌ها ابتدا صحنه‌ای را که تیرانداز از بالگرد پایین می‌پرد را فیلم‌برداری کردند و سپس در صحنه‌ای دیگر با کابل و با استفاده از جرثقیل ماشین را به سمت بالگرد پرتاب کردند. بعد کابل را به وسیلهٔ رایانه از فیلم حذف کردند. این کمپانی در اضافه کردن ماشین به ترافیک‌ها در خیابان و نشان دادن خروج کارمندان از ساختمان‌های دولتی نیز با سازندگان این فیلم، همکاری کرد.
کمپانی اورفنج، جلوه‌های ویژهٔ پایانی فیلم را ساخته‌است. سکانس‌هایی که در آن جنگنده اف-۳۵ به سراغ مک‌کلاین می‌آید، توسط ویرایشگران این شرکت و با استفاده از نرم‌افزار مایا ساخته شده‌است.

### فیلم‌برداری و آسیب‌ها

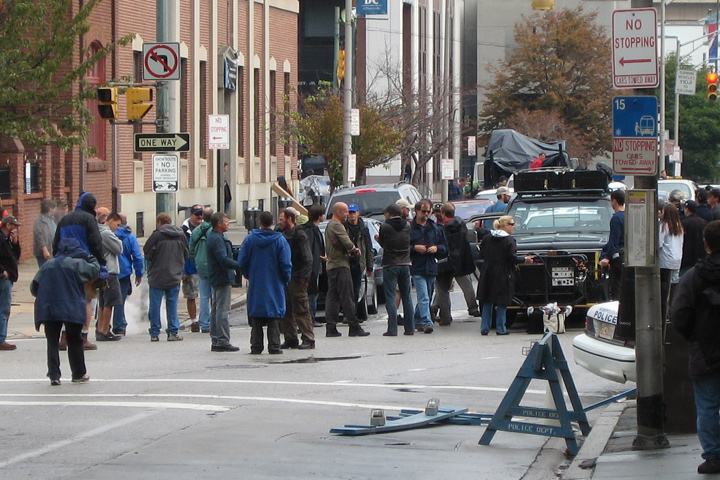
بروس ویلیس، جاستین لانگ و لن وایزمن در صحنهٔ فیلم‌برداری (بالتیمور)

فیلم‌برداری این فیلم در ۲۳ سپتامبر ۲۰۰۶ در مرکز بالتیمور آغاز شد. در هر سکانس از ۸ دوربین برای فیلم‌برداری از زاویه‌های مختلف استفاده شده‌است. همچنین برای صدابرداری از ۱۸ میکروفون مجزا استفاده شده‌است.
برای پیشگیری از آسیب‌دیدگی‌های احتمالی در طول فیلم‌برداری، قبل از شروع فیلم‌برداری، ویلیس چندین ماه تمرین می‌کرد. در روز ۲۴ ژانویه ۲۰۰۷، ویلیس در طول فیلم‌برداری از یک صحنهٔ درگیری بین شخصیت‌های جان مک‌کلاین و مای لین با برخورد پاشنهٔ کفش به صورتش، به شدت آسیب دید. ویلیس خودش می‌گوید چیز مهمی نبود، اما وایزمن می‌گوید که این زخم سطحی نبود و طوری بود که استخوان صورتش دیده می‌شد. ویلیس در بیمارستان بستری شد و صورتش ۷ بخیه خورد. گفته می‌شود جای این بخیه‌ها، هنگامی که در فیلم مک‌کلاین فارل را به بومن تحویل می‌دهد، مشخص است.
لری ریپنکروگر که بدل بروس ویلیس در فیلم بود، در صحنه‌ای، از ارتفاع ۷٫۶ متری سقوط کرد، چندین استخوان صورت و دنده‌اش شکست و ریه‌اش نیز سوراخ شد. همچنین از ناحیه دو مچ دست نیز دچار شکستگی شد. به علت مصدوم شدن وی، تولید فیلم به صورت موقت متوقف شد. ویلیس شخصاً پول هتل پدر و مادر وی را که برای ملاقات آمده بودند را پرداخت و خودش نیز چندین بار برای دیدن وی، به بیمارستان رفت.

## درجه‌بندی فیلم
در ایالات متحده، سه قسمت نخست مجموعه فیلم‌های جان‌سخت، توسط انجمن تصاویر متحرک آمریکا، درجه R گرفته‌اند. اما جان‌سخت ۴، بر اساس تصمیم فاکس قرن بیستم، درجه PG-13 گرفت و برای اکران، برخی سکانس‌هایی که در آن شخصیت‌ها فحاشی می‌کردند حذف شد یا صدایشان در آن صحنه قطع گردید. بروس ویلیس معتقد است که این تصمیم استودیو، در حال رواج است، چرا که آن‌ها به دنبال مخاطبان بیشتر هستند.
در پادشاهی متحده، هیئت رده‌بندی سنی فیلم‌های بریتانیا به این فیلم درجه ۱۵ (نامناسب برای افراد زیر ۱۵ سال) داد و برای اکران هیچ سکانسی از آن حذف نشد.

## نظرات منتقدین و فروش در گیشه
راتن تومیتوس با تکیه بر نظرات ۱۹۷ منتقد، این فیلم را ۸۲٪ برگزیده دانسته و متاکریتیک نیز بر اساس نظرات ۳۴ منتقد، از ۱۰۰ به این فیلم نمرهٔ ۶۹ داده‌است. یاهو! مووی بر اساس نظرات ۱۴ منتقد، به فیلم نمره B داده‌است. ریچارد روپر و کاترین تالیچ در یک برنامه تلویزیونی که دربارهٔ نقد فیلم‌های سینمایی‌است، این فیلم را تأیید کرده‌اند. روپر در این‌باره گفت: «این فیلم بهترین فیلم سری فیلم‌های جان‌سخت نیست، ولی بسیار جذاب است.» و در ادامه گفت که در بین مجموعه فیلم‌های جان‌سخت، به جان‌سخت ۴ بیشتر علاقه دارد.
مایکل مدود سه و نیم ستاره (از پنج ستاره) به این فیلم داد و دربارهٔ فیلم گفت: «جان‌سخت ۴، یک فیلم‌نامه خوب و جلوه‌های ویژهٔ عالی دارد که آن را به بهترین فیلم سری فیلم جان‌سخت تبدیل می‌کند.»
لارنس تاپمن، از روزنامه شارلوت آبزرور، گفت: «من به جرئت می‌توانم بگویم که تا به حال، فیلمی به مضحکی جان‌سخت ۴ ندیده‌ام.» در ادامه او می‌گوید این فیلم تبهکارانی ضعیف دارد و جان مک‌کلاین را یک نابودگر کچل توصیف می‌کند.

### فروش در گیشه
جان‌سخت ۴، در روز اول که در ۳٬۱۷۲ سینما اکران شد، ۹٫۱ میلیون دلار فروخت. این فیلم ۱۳۴٫۵ میلیون دلار در آمریکا و ۲۴۹٫۰ میلیون دلار در سرتاسر دنیا فروخت که فروش آن در گیشه را جمعاً به ۳۸۳٫۵ رساند و آن را به هفدهمین فیلم پرفروش سال ۲۰۰۷ تبدیل کرد.

## انتشار آلبوم موسیقی متن
موسیقی متن این فیلم که توسط مارکو بلترامی ساخته شده‌است در ۲۶ ژوئن ۲۰۰۷ در ایالات متحده منتشر شد.
قطعه‌ها
1. «گلوله‌ها تمام شده» (۱:۰۸)[E ۲۱]
2. «ضربات» (۳:۴۱)[E ۲۲]
3. «ترک آپارتمان» (۲:۰۸)[E ۲۳]
4. «هکرهای مرده» (۱:۳۱)[E ۲۴]
5. «ترافیک» (۴:۱۳)[E ۲۵]
6. «حمله سه‌جانبه‌است» (۲:۵۷)[E ۲۶]
7. «وارد شدن» (۲:۲۸)[E ۲۷]
8. «فارل به سوی دی.سی.» (۴:۳۶)[E ۲۸]
9. «تعقیب بالگرد» (۴:۴۱)[E ۲۹]
10. «خاموشی» (۲:۰۳)[E ۳۰]
11. «ارتباط غیرقانونی» (۳:۴۸)[E ۳۱]
12. «عجله کن!» (۱:۲۳)[E ۳۲]
13. «نیروگاه» (۲:۰۱)[E ۳۳]
14. «فرود» (۲:۲۸)[E ۳۴]
15. «برش سرد» (۲:۰۰)[E ۳۵]
16. «ییپه کای یی» (۴:۴۲)[E ۳۶]
17. «شکستن یک گردن» (۲:۴۷)[E ۳۷]
18. «فارل داخل شد» (۴:۲۲)[E ۳۸]
19. «اف-۳۵» (۴:۱۳)[E ۳۹]
20. «پسایند» (۳:۱۲)[E ۴۰]
21. «یا آزاد زندگی کن یا سخت بمیر» (۲:۵۶)[E ۴۱]

## انتشار لوح فشرده
لوح‌های فشرده این فیلم (Blu-Ray و DVD) در ۲۹ اکتبر ۲۰۰۷ در بریتانیا، ۳۱ اکتبر در مجارستان و ۲۰ نوامبر در ایالات متحده منتشر شد. در دو هفته اول، این فیلم رتبه اول را در فروش لوح فشرده‌اش کسب کرد. نسخه خانگی این فیلم، شامل سکانس‌هایی بود که برای اکران در سینما، حذف شده بودند. ریچارد کورلیس از مجله تایم، دی‌وی‌دی‌های این فیلم را جزء ۱۰ فیلم و سریال پرفروش سال ۲۰۰۷ در بازار قرار داده‌است.

## توضیحات
1. ↑  در دوبله مؤسسه فرهنگی هنری قرن ۲۱، حمله سه‌جانبه ترجمه شده‌است.
2. ↑  قبل از این‌که مای لین به نیروگاه برود، گابریل او را می‌بوسد و مشخص می‌شود که بین آن‌ها رابطه عاطفی وجود دارد.

## واژه‌نامه
1. ↑  A Farewell to Arms
2. ↑  Live Free or Die
3. ↑  Mai Linh
4. ↑  Matt Farrell
5. ↑  Thomas Gabriel
6. ↑  Fire Sale
7. ↑  Miguel Bowman
8. ↑  Frederick
9. ↑  Lucy
10. ↑  Die Hard: Reset
11. ↑  Digital Dimension
12. ↑  The Orphanage
13. ↑  R!ot
14. ↑  Pixel Magic
15. ↑  Amalgamated Pixels
16. ↑  Richard Roeper
17. ↑  Katherine Tulich
18. ↑  Michael Medved
19. ↑  Lawrence Toppman
20. ↑  The Charlotte Observer
21. ↑  Out of Bullets
22. ↑  Shootout
23. ↑  Leaving The Apartment
24. ↑  Dead Hackers
25. ↑  Traffic Jam
26. ↑  It's A Fire Sale
27. ↑  The Break-In
28. ↑  Farrell To D.C.
29. ↑  Copter Chase
30. ↑  Blackout
31. ↑  Illegal Broadcast
32. ↑  Hurry Up!
33. ↑  The Power Plant
34. ↑  Landing
35. ↑  Cold Cuts
36. ↑  Yippee Ki Yay
37. ↑  Break A Neck
38. ↑  Farrell Is In
39. ↑  The F-35
40. ↑  Aftermath
41. ↑  Live Free or Die Hard
42. ↑  Richard Corliss